# Yun Mi-jin
Yun Mi-jin (in hangŭl: 윤미진; 30 aprile 1983) è un'arciera sudcoreana.

## Palmarès

### Olimpiadi
- 3 medaglie:
  - 3 ori (Sydney 2000 nell'individuale; Sydney 2000 a squadre; Atene 2004 a squadre)

### Mondiali
- 3 medaglie:
  - 3 ori (New York 2003 nell'individuale; New York 2003 a squadre; Madrid 2005 a squadre)

### Giochi asiatici
- 3 medaglie:
  - 2 ori (Busan 2002 a squadre; Doha 2006 a squadre)
  - 1 bronzo (Busan 2002 nell'individuale)